# ويليام لانكستر
ويليام لانكستر (4 فبراير 1873 في المملكة المتحدة - 30 ديسمبر 1938) (بالإنجليزية: William Lancaster)‏ هو لاعب كريكت بريطاني وبريطاني (وحمل سابقاً جنسية المملكة المتحدة لبريطانيا العظمى وأيرلندا). لعب مع نادي مقاطعة يوركشاير للكريكت ‏.